# Kezelberg Military Cemetery
Kezelberg Military Cemetery is een Britse militaire begraafplaats met gesneuvelden uit de Eerste Wereldoorlog, gelegen in het Belgische dorp Moorsele, een deelgemeente van Wevelgem. De begraafplaats ligt aan de Kortewaagstraat op 2,7 km ten westen van het centrum van Moorsele en werd ontworpen door William Cowlishaw. Ze heeft een trapeziumvormig grondplan met een oppervlakte van 433 m² en is omgeven door een lage bakstenen muur. Het Cross of Sacrifice staat tegen de westelijke muur. 
De begraafplaats wordt onderhouden door de Commonwealth War Graves Commission. 
Er liggen 161 doden begraven.

## Geschiedenis
Nadat Moorsele het grootste deel van de oorlog in handen was van de Duitse troepen werd het op 14 oktober 1918 door de 15th Royal Irish Rifles veroverd. De begraafplaats werd gebruikt van oktober tot november 1918. Vijf Amerikaanse militairen die hier oorspronkelijk begraven waren zijn later overgebracht naar de Amerikaanse begraafplaats in Waregem.
Er liggen 145 Britten, 1 Canadees, 1 Chinees (was werkzaam bij het Chinese Labour Corps) en 14 Duitsers begraven.
Deze begraafplaats werd in 2009 als monument beschermd.

## Onderscheiden militairen
- P.E. Buckingham, luitenant bij de Royal Air Force en John Darling, onderluitenant bij de Royal Irish Fusiliers werden onderscheiden met het Military Cross (MC).
- luitenant Donald Alvin MacKenzie, sergeant S. Robinson en de soldaten James Murdoch en James McGowan ontvingen de Military Medal (MM).